# Chiesa di Maria Mater Ecclesiae
La chiesa di Chiesa di Maria Mater Ecclesiae è un edificio religioso di Campobasso.
Il fabbricato per l'abitazione dei religiosi e per le opere sociali ebbe inizio nel 1975.
La cura venne affidata ai Padri Marianisti che avevano avuto l'incarico, già dal 1965, di interessarsi del rione Vazzieri nel quale non vi era nessun edificio di culto.
Il luogo di culto ha forma semicircolare ed ha al centro il fonte battesimale.
All'esterno dell'edificio è posta una grande croce con al centro la "M" di Maria, richiamo della Parrocchia Mater Ecclesiae.